# Sestina d’autunno
Sestina d'Autunno « Veni, creator Igor » est un sextuor pour alto, violoncelle, contrebasse, guitare, mandoline et percussion de Goffredo Petrassi datant de 1981-1982.

## Analyse de l'œuvre
Le titre est une double référence aux six instruments ainsi qu'à une forme poétique italienne de la Renaissance composé de strophes de six vers. Arabesques rapides à l'alto en triolets de doubles croches introduisent l'œuvre. Deuxième épisode harmonique avec la contrebasse, la mandoline et la guitare suivi d'une cadence pour alto et percussion. Passage en tutti suivi d'une cadence pour guitare et mandoline entrecoupée du trio à cordes. Cadence de la percussion. Retour des triolets de doubles croches introductifs avant une coda harmonique. Point final sur un accord forte de la mandoline et la guitare.